# Programme africain d'adaptation au changement climatique
Le Programme d’accélération de l’adaptation en Afrique (PAAA) est une initiative de la Banque africaine de développement (BAD) et de la Commission globale pour l'adaptation (CGA). Il consiste, particulièrement, à  renforcer la résilience des communautés africaines face aux conséquences du changement climatique pour le développement durable. En septembre 2023, un forum de partenariat du programme a lieu au Kenya dans le cadre du Sommet africain du climat,,.

## Historique
Selon la BAD, l’Afrique « subit des pertes annuelles de 7 à 15 milliards de dollars en raison du changement climatique, avec des projections atteignant 50 milliards de dollars par an d’ici à 2030 ». Moins émetteurs de dioxyde de carbone ({\displaystyle {\ce {CO2}}}), les pays africains sont confrontés au problème de financement dans la résilience climatique alors qu'ils sont considérés comme les plus vulnérables,. Le Programme d’accélération de l’adaptation en Afrique est lancé en 2021 pour mobliser environ 25 milliards de dollars sur cinq ans pour réaliser des politiques d’adaptation au changement climatique sur le continent africain.

## Fonctionnement

### Missions
Pour atteindre les objectifs de ce programme, des missions sont réparties en quatre piliers,:
1. Technologies numériques intelligentes pour l’agriculture et la sécurité alimentaire : Améliorer l’accès aux technologies numériques pour au moins 30 millions d’agriculteurs africains.
2. Accélérateur de résilience des infrastructures africaines : Développer des solutions pour adapter les infrastructures urbaines et rurales aux conditions climatiques actuelles et futures.
3. Autonomisation des jeunes pour l’entrepreneuriat et la création d’emplois verts : Former un million de jeunes Africains pour les préparer à des emplois verts et des opportunités entrepreneuriales.
4. Financement de l’adaptation : Mobiliser des ressources financières pour soutenir les initiatives d’adaptation.